# Hycleus quadriguttata
Hycleus quadriguttata là một loài bọ cánh cứng trong họ Meloidae. Loài này được Wulff miêu tả khoa học năm 1786.